# Mijn vader is een vliegtuig (film)
Mijn vader is een vliegtuig is een Nederlandse dramafilm uit 2021 geregisseerd door Antoinette Beumer. De film is gebaseerd op het gelijknamige debuutroman van Beumer en ging op 24 september 2021 in première.

## Verhaal
De film volgt de veertigjarige zakenvrouw Eva, die nadat haar moeder plotseling overlijdt, erachter komt dat haar leven is gebouwd op leugens en geheimen. Eva haar vader werd, toen zij jong was, opgenomen in een psychiatrische inrichting, hierdoor raakt Eva naarmate ze ouder wordt steeds banger om daar ook te eindigen. Nadat haar moeder is overleden, kan ze alleen terecht bij haar psychische vader om de waarheid van haar jeugdtrauma te achterhalen.

## Rolverdeling
| acteur               | personage              |
| -------------------- | ---------------------- |
| Elise Schaap         | Eva                    |
| Rosa van Leeuwen     | jonge Eva              |
| Pierre Bokma         | Joost                  |
| Maarten Heijmans     | jonge Joost            |
| Liz Snoijink         | Willemien              |
| Lisa Smit            | jonge Willemien        |
| Stefan Rokebrand     | Peter                  |
| Danique Nanne        | Charlie                |
| Joy Nanne            | Bobby                  |
| Axel Daeseleire      | minnaar van Eva        |
| Dewi Reijs           | Joyce                  |
| Gürkan Küçüksentürk  | Tolga                  |
| Thor Braun           | Roy                    |
| Ariane Schluter      | mevrouw Vogel          |
| Marie Louise Stheins | Greetje                |
| Hannah Hoekstra      | Joosje                 |
| Marcel Hensema       | uitvaartondernemer     |
| Fahd Larhzaoui       | verpleger hartbewaking |
| Bodil de la Parra    | cardioloog             |
| Julia Lürsen         | verpleegkundige        |
| Harpert Michielsen   | dienstdoende arts      |
| Robin van den Akker  | schouwarts             |
| Conny Wilhelmus      | receptioniste kliniek  |

## Achtergrond
De film werd geregisseerd door Antoinette Beumer en geproduceerd door Arnold Heslenfeld, Laurette Schillings en Frans van Gestel namens productiebedrijf Topkapi Films in samenwerking met de VPRO. Het scenario van de film werd geschreven door Maaik Krijgsman en is gebaseerd op het gelijknamige debuutroman van Beumer uit 2018. De opnamen van de film gingen in januari 2020 van start. Hoofdrollen in de film waren weggelegd voor onder anderen Elise Schaap, Pierre Bokma, Maarten Heijmans en Liz Snoijink.
Mijn vader is een vliegtuig ging op 24 september 2021 in première als openingsfilm tijdens het Nederlands Film Festival in Utrecht. Zes dagen later, op 30 september 2021, ging de film landelijk de bioscopen in voor het grote publiek. De film werd genomineerd voor drie Gouden Kalveren in de categorieën Beste film, Beste hoofdrol en Beste muziek, maar wist er geen te winnen.